# Chronik der Stadt München/1157–1200
Diese Liste ist eine Teilliste der Chronik der Stadt München. Sie listet Ereignisse der Geschichte Münchens im 12. Jahrhundert auf.

## 1157
- 23. November: Der bayerische Herzog Heinrich der Löwe stellt eine Urkunde für die Kirche von Ranshofen in Oberösterreich auf, vermutlich anlässlich eines Landtags in Regensburg. Dieser Aufenthalt Heinrichs in Bayern wird oftmals als möglicher Zeitpunkt für die Gründung des Marktes München genannt.

## 1158
- 14. Juni: Augsburger Schied, erste urkundliche Erwähnung Münchens als Markt „forum apud Munichen“. Markt, Zoll und Münze in München werden durch Kaiser Friedrich I. bestätigt, der Bischof von Freising erhält jedoch ein Drittel der Einnahmen.

## 1163
- erste urkundliche Erwähnung Neuhausens als „Niwenhusen“

## 1166
- 15. Mai erste urkundliche Erwähnung Forstenrieds als „Uorstersriet“

## 1167
- erste Nennung eines Münchner Amtsträgers, des Dekans bzw. Pfarrers „Heribort decanus de Munichen“, zuvor Dekan in Feldmoching.[1]

## 1175
- erste Erwähnung eines Mauerbaus „...qui muro praeest“. Unklar ist, ob es sich um die erste Stadtmauer oder um eine Burgmauer des Vorgängerbaus des Alten Hofs handelt.

## 1180
- 13. Juli: Regensburger Schied, Rücknahme des Augsburger Schieds, München fällt zurück an den Bischof von Freising.

## 1186
- 3. April: erste urkundliche Erwähnung Kemnatens, des heutigen Nymphenburg,  als „Chemenaten“

## 1191
- Urkundliche Erwähnung des Münchner Dekans Konrad (decanus Cǒnradus de Munichin)[2]

## 1200
- Erster nachgewiesener Aufenthalt eines Herzogs von Bayern (Ludwig der Kelheimer) und eines Bischofs von Freising (Otto II. von Berg) in München
- erste urkundliche Erwähnung Dennings als „Tenningen“